# Volker Beck (politico)
Volker Beck (Stoccarda, 12 dicembre 1960) è un politico tedesco.
È rappresentante di Alleanza 90/I Verdi nel parlamento tedesco e dichiaratamente omosessuale.
Nasce nel 1960 in Svevia, a Stoccarda, dove studia storia dell'arte e letteratura tedesca. Lascia una carriera come storico dell'arte per dedicarsi alla politica; i suoi cavalli di battaglia sono i diritti civili e la difesa delle minoranze.

## Collegamenti esterni

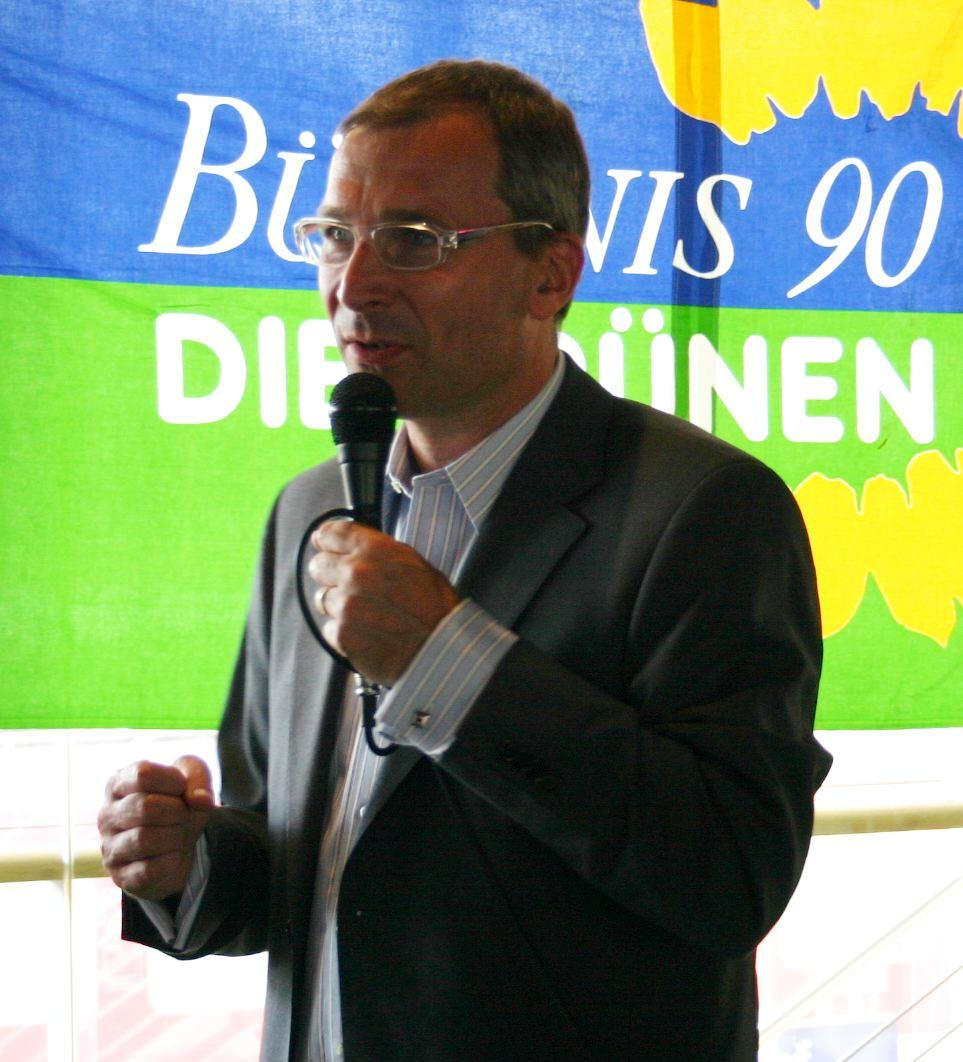
Volker Beck a Friburgo, nel 2005.